# Neotama obatala
Espèce
Neotama obatala est une espèce d'araignées aranéomorphes de la famille des Hersiliidae.

## Distribution
Cette espèce se rencontre au Pérou, en Équateur, au Guyana et au Brésil.

## Description
Les mâles mesurent de 3,80 à 5,10 mm et les femelles de 5,40 à 7,20 mm.

## Systématique et taxinomie
Cette espèce a été décrite par Rheims et Brescovit en 2004.

## Publication originale
- Rheims & Brescovit, 2004 : « Revision and cladistic analysis of the spider family Hersiliidae (Arachnida, Araneae) with emphasis on Neotropical and Nearctic species. » Insect Systematics & Evolution, vol. 35, no 2, p. 189-239.